# Eddie Hall
Edward Stephen Hall, född 15 januari 1988 i Newcastle-under-Lyme, är en brittisk tidigare professionell kraftkarl. Han vann 2017 års tävling i Världens starkaste man, han har även vunnit tävlingarna i Storbritanniens och Englands starkaste man flera gånger. Han hade även rekordet i marklyft på 500 kg som han drog under strongmanregler 2016.